# کارلین ۴۱۲۱
سیارک ۴۱۲۱ (به انگلیسی: 4121 Carlin، نامگذاری:1986JH) چهار هزار و صد و بیست و یکمین سیارک کشف شده‌است که در ۲ مه ۱۹۸۶ کشف شد.
قدر مطلق سیارک برابر ۱۲٫۴۰ است.